# Currabubula
Currabubula är en ort i Australien. Den ligger i kommunen Liverpool Plains och delstaten New South Wales, i den sydöstra delen av landet, omkring 290 kilometer norr om delstatshuvudstaden Sydney. Antalet invånare är 388.
Runt Currabubula är det mycket glesbefolkat, med 2 invånare per kvadratkilometer..
I omgivningarna runt Currabubula växer huvudsakligen savannskog. Genomsnittlig årsnederbörd är 898 millimeter. Den regnigaste månaden är februari, med i genomsnitt 160 mm nederbörd, och den torraste är oktober, med 18 mm nederbörd.